# Jan Ryś (wojewoda)
Jan Ryś (ur. 8 lutego 1946 w miejscowości Kolonia Chorzew) – polski samorządowiec i urzędnik, naczelnik/wójt/burmistrz Działoszyna (1982–1994), wojewoda sieradzki (1994–1997), starosta pajęczański (2010–2018).

## Życiorys
Ukończył studia administracyjne na Uniwersytecie Łódzkim (1989) oraz podyplomowe studium samorządu terytorialnego i rozwoju lokalnego na Uniwersytecie Warszawskim. Pomiędzy 1962 a 1965 zatrudniony w Stoczni Gdańskiej. Od 1967 do 1972 pracował w prezydium powiatowej rady narodowej w Pajęcznie. Następnie zatrudniony w urzędzie gminy Działoszyn kolejno jako inspektor (1972), sekretarz (1973–1982), naczelnik gminy (1982–1990), a po przemianach ustrojowych jej wójt (1990–1994) i burmistrz (1994).
Od 1994 do 1997 zajmował stanowisko wojewody sieradzkiego. W latach 1998–2006 zasiadał w radzie powiatu pajęczańskiego, pełniąc jednocześnie funkcję wicestarosty. W wyborach samorządowych w 2006 po raz trzeci został radnym, jednak rok później złożył mandat. Powrócił do rady powiatu w 2014. W latach 2010–2018 zajmował stanowisko starosty pajęczańskiego.
Członek Polskiego Stronnictwa Ludowego. Został prezesem zarządu wojewódzkiego Związku Ochotniczych Straży Pożarnych Rzeczypospolitej Polskiej w Łodzi.

## Odznaczenia
Odznaczony m.in. Krzyżem Kawalerskim Orderu Odrodzenia Polski (1999), Srebrnym Krzyżem Zasługi (dwukrotnie: 1979 i 1985) oraz Złotym Znakiem Związku Ochotniczych Straży Pożarnych Rzeczypospolitej Polskiej (1996).